# Ulciorul sfărâmat

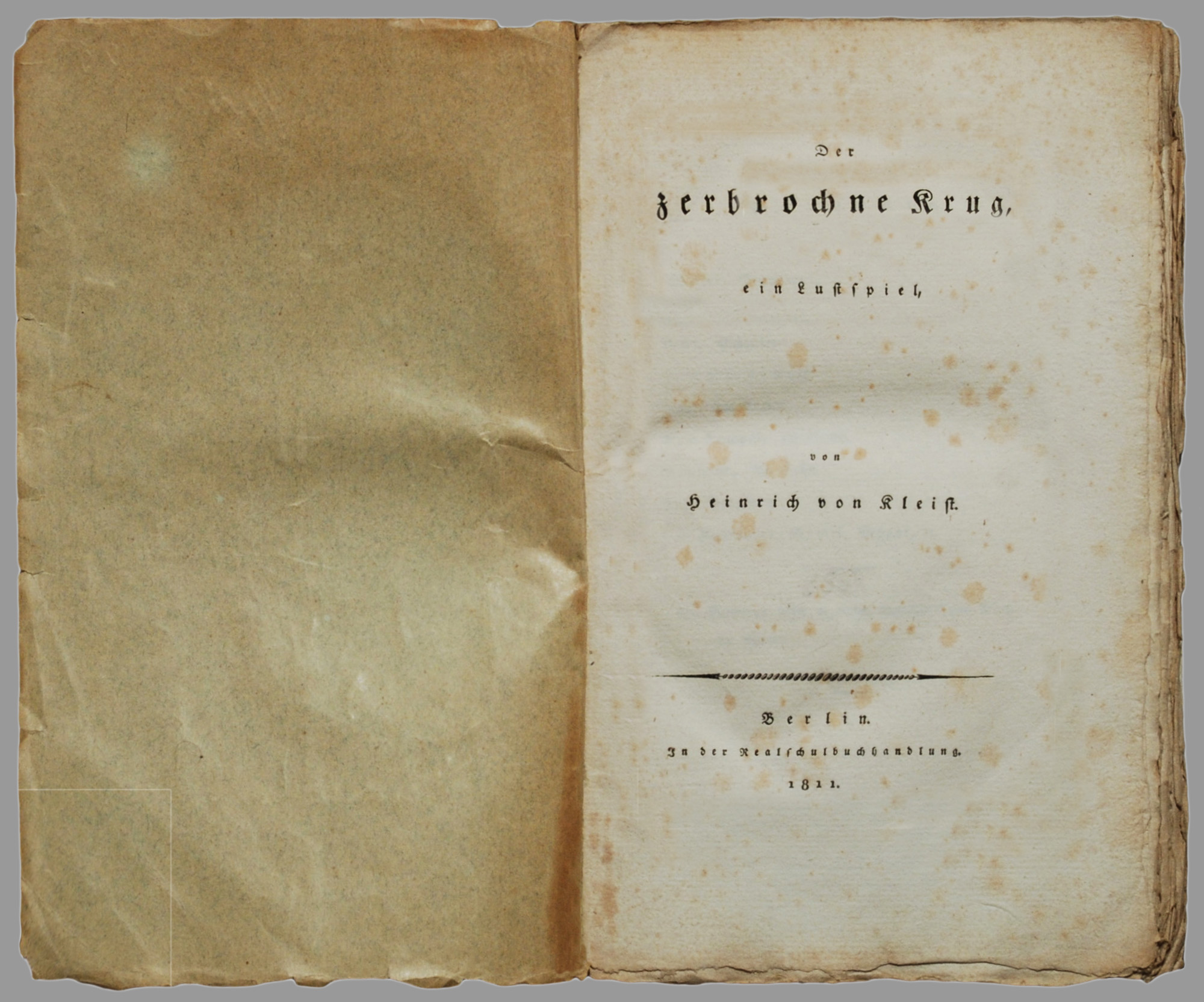
Prima ediție - 1811

Ulciorul sfărâmat (Der zerbrochene Krug) este o piesă de teatru de comedie din 1811  scrisă de Heinrich von Kleist. În general este considerată o capodoperă a literaturii clasice universale.

## Prezentare
Povestea are loc în 1685 în satul fictiv olandez Huisum din provincia Utrecht.  Preacinstita doamnă Marta reclamă în fața judecătorului ad-hoc Adam spargerea unui ulcior pe care-l consideră un obiect de mare preț.

## Personaje
- Adam — judecător
- Eve — o fată de la țară simplă dar cinstită
- Licht — secretarul judecătorului
- Walter — omul venit să-l inspecteze pe Adam
- Frau Marthe — mama Evei
- Ruprecht — un tânăr îndrăgostit de Eve.

## Teatru radiofonic
- 2007  - Regia artistica: Toma Enache; cu actorii Adriana Trandafir, Claudiu Bleonț, Marcelo Cobzariu, Dana Pocea, Dorin Andone, Romeo Pop, Anemona Niculescu, Daniela Ioniță, Corina Dragomir, Violeta Berbiuc. Regia tehnica: Mihea Chelaru. Regia muzicala: George Marcu. Regia de studio: Janina Dicu. Producător: Vasile Manta.[2]

## Ecranizări
- 1937 - Der zerbrochene Krug, regia Gustav Ucicky; cu  Emil Jannings, Friedrich Kayßler și Max Gülstorff[3]